# Felícia Leirner
Felícia Leirner (Varsóvia, 1904 — São Paulo, 1996) foi uma escultora brasileira, nascida na Polônia. Em 1927, veio para o Brasil, país que adotou como pátria, até a sua morte.

## Biografia
Aos 44 anos, iniciou seus estudos de escultura com o renomado artista Victor Brecheret. Seus primeiros trabalhos pertencem à fase Figurativa e datam de 1950 a 1958. Em 1953 e 1955, confirmou sua importância como artista ao participar das bienais internacionais de São Paulo. Na de 1955, foi agraciada com o Prêmio de Aquisição do Museu de Arte Moderna do Rio de Janeiro. Nessa época, sua obra teve importante reconhecimento no país e no exterior. Em 1957, suas esculturas foram incorporadas aos acervos do Museu de Arte de São Paulo (MASP) e do Museu de Arte Moderna de Paris.
Outros importantes museus da Europa, como o Stedelijk Museum de Amsterdã e a Tate Gallery de Londres, também adicionam seus trabalhos às respectivas coleções. Em 1963, a Bienal de São Paulo dá a Felícia Leirner o prêmio de Melhor Escultor Brasileiro.
Entre 58 e 62, a artista já consagrada, entra em um novo momento de sua trajetória. Suas peças começam a tornar-se abstratas. Nasce a fase das Cruzes (1963) seguida pela Estruturações (1964/1965). Seu trabalho continua a ser reconhecido no Brasil e no exterior. Nas Bienais VIII, IX e X expõe em Salas Especiais.
O Correio do Brasil emite um selo comemorativo da X Bienal escolhendo uma escultura da Felícia para ilustrá-lo. Outros museus de renome mundial como o Hermitage na Rússia, o Royale de Belgique, o Ein-Hod de Israel e a Moderna Galeria de Belgrado acolhem suas obras.
Em 1962, abalada pela morte precoce de seu marido Isai Leirner, troca São Paulo por Campos do Jordão, onde abriga as suas esculturas até 1978, época em que foram transferidas para o recém-criado «Museu Felícia Leirner». www2.uol.com.br.
Sempre em busca de novas formas e materiais, deixa o barro, o bronze e o granito e começa a produzir grandes peças em cimento branco, auxiliada por trabalhadores da região. Esse é o ponto de partida para a fase dos Habitáculos, de 1966, onde envereda pela território da arquitetura, com esculturas habitáveis. Seu amor à natureza e aos animais a leva em 1970 à fase dos Bichos, um curioso e fantástico zoológico de ricas formas. Na mesma época, concebe um grande conjunto dedicado ao Homem e a Família.

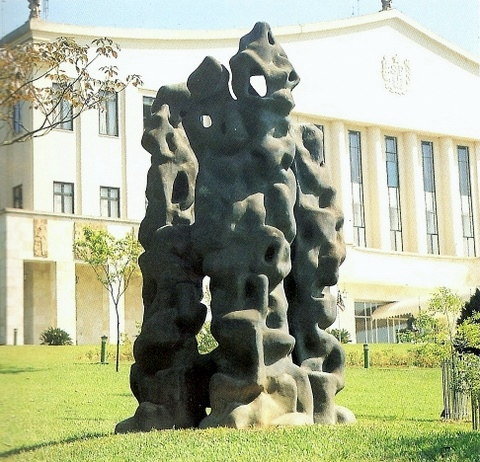
Colunas, 1975/76. Escultura de Felícia Leirner (Acervo do Palácio dos Bandeirantes, São Paulo).

Obra de grandes dimensões, com quase 8 metros de comprimento por 3 de altura foi também executada em granito. Essa versão encontra-se nos jardins diante do Palácio do Governo do Estado de São Paulo. A partir de 1970, passa a executar as grandes Colunas, cheias de cavidades, onde a água da chuva poderia se acumular e refrescar os pássaros, animais pelos quais sempre demonstrou especial carinho. Emblemática desta fase é o São Francisco, de braços abertos aguardando a visita dos pássaros.
O amor de Felícia Leirner à natureza e a Campos do Jordão foi concretizado em 1978 com a criação do Museu Felícia Leirner pelo Governo do Estado de São Paulo. Todas as obras de sua autoria e de sua propriedade foram doadas pela escultora ao recém criado museu. O International Sculpture Center de Washington, através de sua revista Sculpture classificou, em 1987, o parque de esculturas Felícia Leirner entre os mais importantes do mundo.
Felícia Leirner continuou seu trabalho, produzindo obras dentro do próprio museu. É a fase dos Portais que se inicia em 1980 com formas recortadas, planas, que se distribuem sobre a paisagem como mensagens enigmáticas. Em 1982, coloca duas molduras em uma árvore torta. É o fim de sua produção no museu. A partir desse momento, recolhe-se em sua casa de Campos do Jordão, onde continua, como sempre, a distrair-se com seus talentos. Borda, faz tapetes, desenha e escreve : Felícia também continuou a produzir esculturas menores em barro, que eram depois fundidas em bronze. Quase todas retratavam pássaros.
Nunca envelheceu, só tornou-se mais idosa. Amada pela família, admirada por um grande número de artistas e intelectuais passou seus últimos anos, entre Campos do Jordão e São Paulo, quando a temperatura era amena. Felícia Leirner morreu tranquilamente aos 92 anos em sua casa de São Paulo.
"O Que Faço:

Arrumo, Desarrumo,

corto, Emendo, Arranjo,

Furo Papel, Pano, Tudo Que Estiver Ao Meu Alcance

Arrumando, Dessarrumando, Modificando

E Daí, O Que Valeu?

Valeu O Que Senti E Modifiquei."